# Muthuswami Dikshitar
Muthuswami Dikshita (ou Mudduswamy Dikshitar)  (24 mars 1775 - 21 octobre 1835), mononymement Dikshitar, est un poète, chanteur et joueur de veena de l'Inde du Sud. Compositeur de musique classique indienne, il fait partie de la Trinité de la musique carnatique, avec Tyagaraja et Shyama Shastri. 
Ses compositions, dont environ 500 sont connues, sont remarquables pour leurs descriptions élaborées et poétiques des dieux et des temples hindous. Il est également connu sous son nom de signature de Guruguha qui est aussi son mudra. Ses compositions sont largement chantées et jouées dans des concerts classiques de musique carnatique.
Ses compositions sont majoritairement en sanskrit. Il compose aussi certains de ses Kritis en Manipravalam (une combinaison des langues sanskrit et tamoul).

## Jeunesse
Muthuswami Dikshitar est né le 24 mars 1775 à Tiruvarur près de Thanjavur dans l'actuel État du Tamil Nadu en Inde. Il est le fils aîné du compositeur Ramaswami Dikshitar, qui lui enseigne un certain nombre de sujets, notamment les vedas, la poésie, la musique et l'astrologie. Muthuswami a deux frères, Chinnaswami) et Balaswami et une sœur, Balāmba. 
Muthuswami déménage dans la ville de Manali, près de Madras (aujourd'hui Chennai) à la demande de Venkatakrishna Mudaliar, un zamindar local. Les frères Dikshitar accompagnent les zamindar à Fort St. George où sont initiés à la musique orchestrale occidentale et au violon. Un ascèse nommé Chidambaranatha Yogi prend alors Muthuswami sous son aile et part avec lui pour la ville de Benares (aujourd'hui Varanasi dans l'Uttar Pradesh). Là, il est formé à la musique, à l'ésotérisme, à la philosophie et au yoga. Il est aussi exposé à la musique hindoustanie, en particulier le style Dhrupad, qui, selon certains chercheurs, influencera ses compositions ultérieures.
À la mort de Chidamabaranatha Yogi, Dikshitar revient au sud de Bénarès et déménage dans la ville de Tiruttani près de Tirupati.

## Carrière
Selon la légende, Murugan (Kârttikeya), la divinité du temple de Tirutani, place un morceau de sucre dans la bouche de Dikshitar et lui ordonne de chanter. Cela marque le début de sa carrière musicale et l'amène également à adopter le mudra Guruguha, l'un des nombreux noms de Murugan. Sa première composition est Śrināthādi guruguho jayati jayati.
Il compose de nombreux kritis et part en pèlerinage en visitant et en composant dans les temples de Kanchipuram (Tiruvannamalai), Chidambaram (Tirupathi) et Kalahasthi (Srirangam), avant de retourner à Tiruvarur.
Muthuswami Dikshitar atteint une grande maîtrise de la veena qui se retrouve dans ses compositions, en particulier les gamakas. Dans son kriti Balagopala, il se présente comme un vainika ga¯yaka, "un joueur de la veena". Il expérimente le violon et popularise l'instrument dans la musique carnatique, celui-ci faisant maintenant une partie intégrante de la plupart des ensembles carnatiques.
Il compose le célèbre Kamalamba Navavarna kritis, rempli de sahityas exemplaires sur les divinités du Sri Chakra qui s'avére ensuite être la vitrine de ses compositions. Il compose ensuite le Navagraha Kritis à la gloire des neuf planètes. 

## Mort et héritage

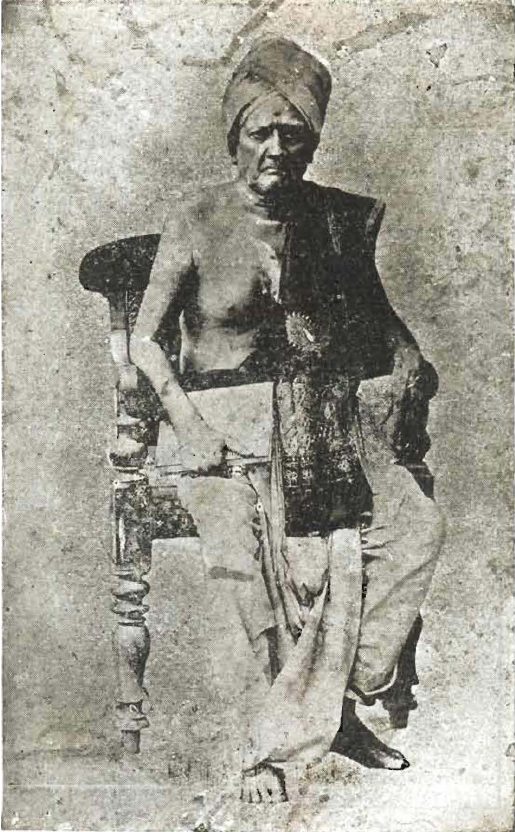
Subbarama Dikshitar (1839–1906).

Muthuswami Dikshitar meurt le 21 octobre 1835 à Ettayapuram, sans enfants. Un samadhi (mausolée) est en sa mémoire et attire des musiciens et des admirateurs de son art.
Les frères de Muthuswami Dikshitar, Chinnaswami (1778– c. 1823 ) et Balaswami (1786–1858) sont également des musiciens réputés. Le petit-fils de Balaswami est le compositeur et érudit, Subbarama Dikshitar (1839–1906) . Dans son Sangeeta Sampradaya Pradarshini, Subbarama enregistre 229 kritis de Muthuswami Dikshitar.
Les disciples de Dikshitar comprennent un certain nombre d'artistes renommés qui perpétuent sa tradition après sa mort, notamment les frères du quatuor Tanjore.
Avec la créativité et la valeur spirituelle incorporées dans ses compositions, Dikshitar est considéré comme l'une des Trinité de la musique carnatique aux côtés de ses deux contemporains de Tiruvarur, Tyagaraja et Shyama Shastri .